# Hadrurus
Hadrurus là một chi bọ cạp thuộc về họ Caraboctonidae được tìm thấy ở những vùng đồi cát ở phía Nam Mexico và Tây Nam của Hoa Ky. Chúng là một trong những chi lớn nhất của họ này gồm Hadogenes, Pandinus, Heterometrus và Hoffmannihadrurus. Những con lớn nhất trong chi này có thể dài đến 15 cm, đa phần chúng có màu vàng, chúng có chứa độc tố có thể gây nguy hiểm cho con người. Những loài trong chi này sống về đêm và di chuyển một cách yên lặng.

## Các loài
Hiện hành có 07 loài được ghi nhận trong chi này:
- Hadrurus anzaborrego Soleglad, Fet & Lowe, 2011
- Hadrurus arizonensis Ewing, 1928
- Hadrurus concolorous Stahnke, 1969
- Hadrurus hirsutus Wood, 1863
- Hadrurus obscurus Williams, 1970
- Hadrurus pinteri Stahnke, 1969
- Hadrurus spadix Stahnke, 1940
- Hai loài (H. aztecus and H. gertschi) được xếp vào chi Hoffmannihadrurus dựa vào cấu trúc cơ thể của chúng